# Agostino Mario Comanducci
Agostino Mario Comanducci (Sansepolcro, 13 settembre 1891 – Milano, 31 dicembre 1939) è stato un critico d'arte e storico dell'arte italiano.
Noto anche come A.M. Comanducci.

## Biografia
A.M. Comanducci nasce a Sansepolcro, in provincia di Arezzo, da Carlo Comanducci e Anna Busetti, per lungo tempo scrisse per la rivista d'arte Emporium della famiglia Bestetti, e per la rivista di design e arte Domus fondata da Giò Ponti con la famiglia Bonadonna-Bordone.
Storico d'arte e scrittore d'arte, come era definito, Comanducci fu autore di numerose enciclopedie e dizionari biografici molto autorevoli e fra i più noti del suo tempo. Scrisse saggi, enciclopedie e articoli sulla storia dell'arte e sugli artisti italiani, in particolare vari dizionari su pittori, scultori e incisori del XIX e XX secolo, pubblicati in numerose edizioni a partire dal 1934. Oggi le sue pubblicazioni sono ricercate da collezionisti e critici d'arte e considerate antiquariato quotato.

## Opere principali
- Pittori italiani dell'ottocento: dizionario critico e documentario, C.E. Artisti d'Italia, 1934.
- Scultori italiani dall'ottocento ad oggi, Novara, 1937
- Dizionario illustrato dei Pittori, Disegnatori e Incisori Italiani Moderni (1800-1900), OVEM, 1945.
- Dizionario illustrato dei pittori, disegnatori e incisori italiani moderni e contemporanei, vol. 4, Milano, Leonilde M. Patuzzi, 1962.